# Xiongnu
De Xiong Nu of Xiongnu (Shang-dynastie: Guifang, Zhou-dynastie: Xianyun) was een volk dat in de 3e eeuw v.Chr. een uitgestrekt rijk in Azië beheerste.
Een verwantschap met de later in Europa bekende Hunnen is mogelijk, maar niet bewezen.
De afkomst van de Xiong Nu is onduidelijk. Opgravingen laten zien dat ze waarschijnlijk niet altijd een nomadisch bestaan leidden, en al rond 1200 v.Chr. in in het gebied ten noorden van China leefden. Er bestaan verschillende theorieën over afkomst en verwantschap:
- Turks: In de 19e en vroege 20e eeuw de meest gangbare theorie, vooral gebaseerd op de veronderstelde relatie met historische Turkse volkeren.
- Mongools: een variant op de Turkse theorie, waarbij de latere Turkse volkeren onder Mongoolse heerschappij hebben gestaan.
- Iraans. Gebaseerd op wat is bekend over hun militaire organisatie en de overgeleverde namen van hun leiders.[bron?]
- Jenisejisch: Gebaseerd op het enig overgebleven taalfragment.
- Isolaat: Volgens sommige geleerden kan er geen relatie met enig bekende taal aangetoond worden.
- Multi-etnisch: Het ontstaan van de Xiong Nu als bond van verschillende stammen met verschillende taal en afkomst.

Men stelt wel dat zij bestonden uit de eigenlijke Xiong en hun Nu ofwel hun slaven. De droge steppegebieden die zij bewoonden noopten tot een nomadenbestaan met kuddes schapen, paarden of geiten.
Hun hoogontwikkelde vaardigheid als ruiter en jager maakte hen vanzelf ook sterke strijders. De clanstructuur waarin zij leefden maakte hen bovendien loyaal en snel te mobiliseren. Het uitvoeren van rooftochten, in met name China, werd daardoor al snel een levenswijze voor de Xiongnu. Wanneer China tekenen van zwakte vertoonde, aarzelden de Xiongnu niet om dit land binnen te vallen. Zij stichtten rond 318 v.Chr. een rijk nadat zij in de Slag van Noordelijk Xansi het leger van de Zhou verslagen hadden. China was in die dagen verdeeld in een groot aantal staten. Ook blokkeerden de Xiongnu regelmatig de Zijderoute en plunderden ze karavanen.

## Rijk
Onder koning Dou Man (220 v.Chr. - 209 v.Chr.) werden een aantal stammen verenigd. Hij deed invallen in het noorden van China. Zijn zoon Mao Dun (209 v.Chr. - 174 v.Chr.) breidde het rijk uit van de grens met Korea via Mongolië tot aan Kasjmir. Zij beheersten zo de Hexicorridor en het Tarimbekken en de Zijderoute. Het Han rijk erkende de militaire macht van de Xiongnu en in een verdrag van 198 v. Chr. (de Vrede van verwantschap) werd bepaald dat de Han een jaarlijkse belasting in zijde, laken en graan zouden betalen. Onder zijn opvolger Zhi Yu werd zelfs de hoofdstad van het Han rijk in Chang'an geplunderd. Na Zhi Yu volgde een periode van neergang. In 85 v.Chr. werden zij verslagen door de Chinese generaal Huo Qubing en raakten zij in een onderhorige positie. In 55 v.Chr. viel het rijk uiteen in een noordelijk en een zuidelijk deel. Huhanye, de leider van het zuidelijk deel, kon het noorden verslaan dankzij militaire interventie van de Han-keizer Han Xuandi, maar werd daarmee ook gedwongen trouw te zweren aan keizerlijk China, binnen wiens invloedssfeer de Xiongnu geleidelijk werden opgenomen. De Xiongnu verdwenen in de loop van de 2e eeuw van het toneel. Zij werden ofwel opgeslorpt in het Han rijk, ofwel door naburige nomadenstammen.
- Dou Man (220 v.Chr. - 209 v.Chr.)
- Mao Dun (209 v.Chr. - 174 v.Chr.)
- Zhi Yu (174 v.Chr. - 160 v.Chr.)

## Kunst
In de iconografie van de Xiongnu neemt de Centraal-Aziatische dierenwereld een centrale plaats in: paarden, schapen, kamelen, herten en roofdieren zoals de tijger en de beer. De vroege Xiongnu-kunst nam veel elementen over uit de Scythisch-Siberische kunstvormen maar onderscheidt zich hiervan door het gebruik van vlechtwerkpatronen en ajourwerk. De kunst van de Xiongnu onderging ook een Chinese invloed, zoals het motief van de draak. De bekende kunstwerken zijn grafgiften bestaande uit sieraden en wapentuig zoals dolken, helmen en gordels. Ook werden er weefsels (vilten tapijten) teruggevonden, met name in grafheuvels in Noin-Ula in het noorden van Mongolië.